# James Bergquist

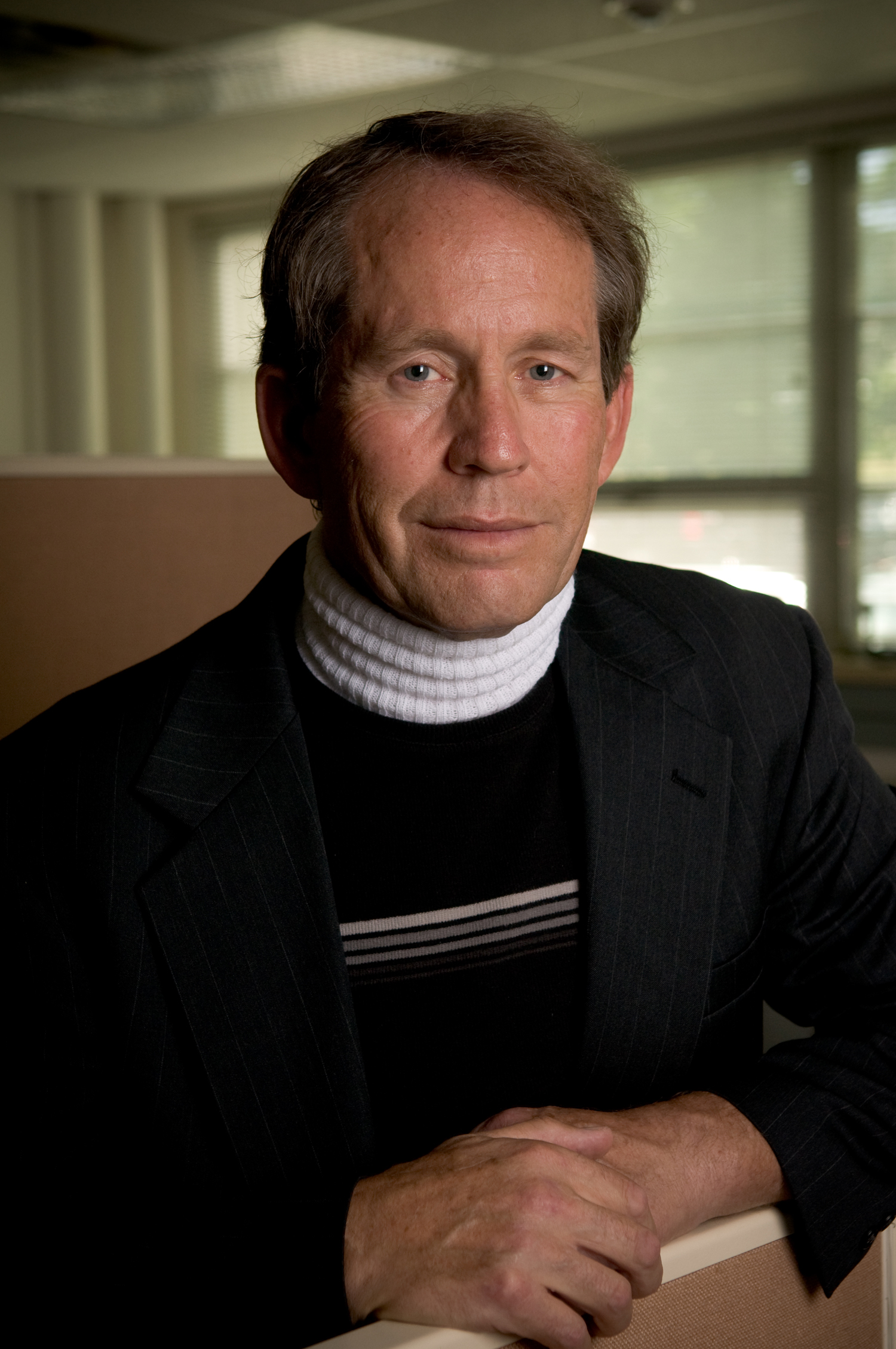
James C. Bergquist in 2008

James Charles Bergquist (* 1947 in Cheyenne, Wyoming) ist ein US-amerikanischer Physiker.

## Leben und Wirken
Bergquist erhielt 1970 den Bachelor an der University of Notre Dame und 1977 den Ph.D. an der University of Colorado. Später ging er an das NIST in Boulder.
Die Forschungsschwerpunkte von Bergquist sind Laserkühlung und Spektroskopie. Im Jahre 2000 demonstrierte er mit weiteren Kollegen am NIST die erste optische Uhr basierend auf einem einzigen durch Laser heruntergekühltes Quecksilberatom. Berquist gilt als einer der führenden Experten im Bereich der Laserphysik. Er ist Fellow der American Physical Society und Mitglied der National Academy of Sciences.

## Auszeichnungen
- 1985 Department of Commerce Gold medal (zusammen mit J.J. Bollinger, W.M. Itano und D.J. Wineland)
- 2001 E.U. Condon award (NIST)
- 2001 Department of Commerce Gold medal (zusammen mit S.T. Cundiff, S.A. Diddams, J. Hall, L. Hollberg, C.W. Oates und J. Ye)
- 2002 William F. Meggers Award
- 2006 I. I. Rabi Award (IEEE)
- 2007 Herbert P. Broida Award
- 2008 Arthur-L.-Schawlow-Preis für Laserphysik[1]
- 2009 Samuel Wesley Stratton Award[2]